# Milovan Savić
Milovan Savić (* 16. Juni 1953 in Novi Sad, SFR Jugoslawien) ist ein ehemaliger kroatischer Mittelstreckenläufer, der sich auf den 800-Meter-Lauf spezialisiert hat und für Jugoslawien an den Start ging. 1975 siegte er über 800 Meter sowie mit der jugoslawischen 4-mal-400-Meter-Staffel bei den Mittelmeerspielen in Algier und feierte damit seinen größten sportlichen Erfolg.

## Sportliche Laufbahn
Erste internationale Erfahrungen sammelte Milovan Savić vermutlich im Jahr 1975, als er bei den Balkanspiele in Bukarest in 1:47,70 min die Silbermedaille über 800 Meter hinter seinem Landsmann Luciano Sušanj gewann. Kurz darauf belegte er bei der Sommer-Universiade in Rom in 1:50,39 min den fünften Platz über 800 Meter und gewann mit der jugoslawischen 4-mal-400-Meter-Staffel in 3:09,71 min die Silbermedaille hinter dem polnischen Team. Daraufhin siegte er in 1:48,5 min über 800 Meter bei den Mittelmeerspielen in Algier sowie in 3:05,58 min auch im Staffelbewerb. Im Jahr darauf gewann er bei den Halleneuropameisterschaften in München in 1:49,9 min die Bronzemedaille hinter dem Belgier Ivo Van Damme und Josef Schmid aus der BR Deutschland. Im Juni gewann er bei den Balkanspielen in Celje in 1:50,64 min die Bronzemedaille hinter seinem Landsmann Luciano Sušanj und Gheorghe Ghipu aus Rumänien. Zudem siegte er in 3:06,87 min im Staffelbewerb. Anschließend nahm er über 800 Meter an den Olympischen Sommerspielen in München teil und schied dort mit 1:47,73 min in der ersten Runde aus. 1977 schied er bei den Halleneuropameisterschaften in Donostia / San Sebastián mit 1:50,9 min im Vorlauf über 800 Meter aus und im August gewann er bei den Studentenweltspielen in Sofia in 1:45,6 min die Silbermedaille hinter dem Kubaner Alberto Juantorena. Zudem belegte er dort mit der Staffel in 3:06,5 min den vierten Platz. Daraufhin siegte er bei den Balkanspielen in Ankara in 1:49,23 min über 800 Meter sowie 3:07,98 min auch im Staffelbewerb. Im Jahr darauf schied er bei den Halleneuropameisterschaften in Mailand mit 1:56,4 min im Vorlauf über 800 Meter aus und siegte im August in 1:46,94 min bei den Balkanspielen in Thessaloniki. Kurz darauf schied er bei den Europameisterschaften in Prag mit 1:50,0 min in der ersten Runde über 800 Meter aus und belegte mit der Staffel in 3:06,9 min den achten Platz.
1979 klassierte er sich bei den Halleneuropameisterschaften in Wien mit 1:49,1 min auf dem fünften Platz über 800 Meter und im August siegte er mit der 4-mal-400-Meter-Staffel in 3:07,0 min bei den Balkanspielen in Piräus. Anschließend belegte er bei den Mittelmeerspielen in Split in 1:46,76 min den vierten Platz über 800 Meter. Im Jahr darauf nahm er erneut an den Olympischen Sommerspielen in Moskau teil, schied dort über 800 Meter mit 1:47,57 min im Halbfinale über 800 Meter aus und kam mit der Staffel mit 3:05,3 min nicht über den Vorlauf hinaus. Zuvor siegte er in 1:47,2 min über 800 Meter bei den Balkanspielen in Sofia und gewann dort auch mit der Staffel in 3:06,7 min die Goldmedaille. 1982 schied er bei den Halleneuropameisterschaften in Mailand mit 1:49,38 min im Halbfinale über 800 Meter aus und siegte im August in 1:47,62 min bei den Balkanspielen in Bukarest. Im Jahr darauf verteidigte er in 1:50,70 min bei den Balkanspielen in Izmir seinen Titel über 800 Meter und gewann mit der Staffel in 3:10,33 min die Silbermedaille hinter dem bulgarischen Team. 1984 gewann er bei den Balkanspielen in Athen in 1:49,83 min die Silbermedaille über 800 Meter hinter dem Rumänen Petru Drăgoescu und sicherte sich im Staffelbewerb in 3:08,57 min die Bronzemedaille hinter den Teams aus Bulgarien und Griechenland. Daraufhin trat er international nicht mehr in Erscheinung.
In den Jahren 1976, von 1978 bis 1980 sowie 1982 wurde Savić jugoslawischer Meister im 800-Meter-Lauf sowie 1978 auch über 1500 Meter.

## Persönliche Bestleistungen
- 800 Meter: 1:45,5 min, 29. Juni 1977 in Helsinki
  - 800 Meter (Halle): 1:47,50 min, 24. Februar 1977 in Mailand
- 1500 Meter: 3:45,2 min, 11. Februar 1978 in Budapest